# الجامع الكبير (فاس الجديد)
الجامع الكبير في فاس الجديد هو مسجد تاريخي يقع في فاس الجديد، المدينة الملكية التي تعود إلى العصر المريني. يُعتقد أنه تم تأسيسه عام 1276، في الوقت نفسه تقريبًا الذي تم فيه إنشاء المدينة نفسها، مما يجعله أقدم مسجد في فاس الجديد.

## تاريخ
تأسس المسجد حوالي عام 1276 من قبل السلطان المريني أبو يوسف، متزامنا مع تأسيس المدينة الملكية الجديدة فاس الجديد.:310 (تم إنشاء فاس الجديد كقصر محصن ومدينة إدارية منفصلة عن فاس البالي (فاس القديمة)، والتي حكمت منها سلالة المرينيين المغرب.) تم تفويض الإشراف على بناء المسجد إلى رجل اسمه أبو عبد الله بن عبد الكريم الجدودي وإلى والي مكناس أبو علي بن الأزرق. تزْعُمُ إحدى السجلات التاريخية أن بناء المسجد تم تمويله جزئيًا من إنتاج زيت الزيتون في مكناس، وأن العمل كان يقوم به سجناء مسيحيون تمّ أسرهم في الأندلس. تم الانتهاء من بناء المساجد عام 1278. تم الانتهاء من منبر المسجد الذي صمّمه حرفي يدعى «الغرناطي» عام 1279. تم تركيب مقصورة المسجد (حاجز خشبي يحمي السلطان أثناء الصلاة) وثريا المسجد الكبرى عام 1280. كان المسجد رابع «مسجد جامع» فقط (مسجد كبير تُقام فيه خطب الجمعة) يتم إنشاؤه في فاس (المساجد الأخرى هي جامع القرويين وجامع الأندلس وجامع بوجلود)، وكان من المفترض أن يخدم مدينة جديدة.:358
في عام 1320 قام السلطان أبو سعيد ببناء مدرسة إسلامية بالقرب من المسجد، والمعروفة باسم مدرسة فاس الجديد، لكنها لم تكن قادرة على التنافس مع هيبة المدارس في فاس البالي، واستوعبها لاحقًا القصر الملكي المتوسع.:69:114 يُعتقد على نطاق واسع أن السلطان أبو عنان قد دُفن في قبر مجاور للمسجد عند وفاته عام 1358، على الرغم من هذا الأمر لم يتم تأكيده. كان دفن أبو عنان هنا بمثابة تحول في اختيار مواقع دفن السلاطين المرينيين. حتى ذلك الوقت، تم دفنهم في مقبرة شالة، ولكن بعد ذلك تم دفنهم بدلاً من ذلك على تل القلعة شمال فاس (التي تُعرف أطلالها الآن باسم قبور المرينيين).
كما يسجل نقش على المسجد أنه تم «الانتهاء من بنائه» من قبل السلطان أبو فارس عبد العزيز الثاني عام 1395. يعتقد الباحثون أنه من المرجح أن يشير هذا إلى زخرفة المسجد أو ترميمه، لأن تصميم المسجد لا يشير إلى أنه تم تغييره بشكل كبير أو أن البناء قد توقف ثم اكتمل في وقت لاحق. التفسير الأكثر ترجيحًا هو أنه تمت إضافة بعض الزخارف أو إعادة بنائها في هذا الوقت. تتوافق زخرفة المحراب، على سبيل المثال، مع طراز أواخر القرن الرابع عشر.
هناك أدلة على أن المسجد قد تم ترميمه بشكل كبير في الفترة العلوية المتأخرة (أواخر القرن السابع عشر وما بعده). على سبيل المثال، يعود تاريخ عنزة فناء المسجد إلى سنتي 1678 و 1679 م (1089 هـ) في عهد مولاي إسماعيل، وقد يرجع تاريخ بعض زخارف المسجد أيضًا إلى هذه الفترة تقريبًا.

## العمارة

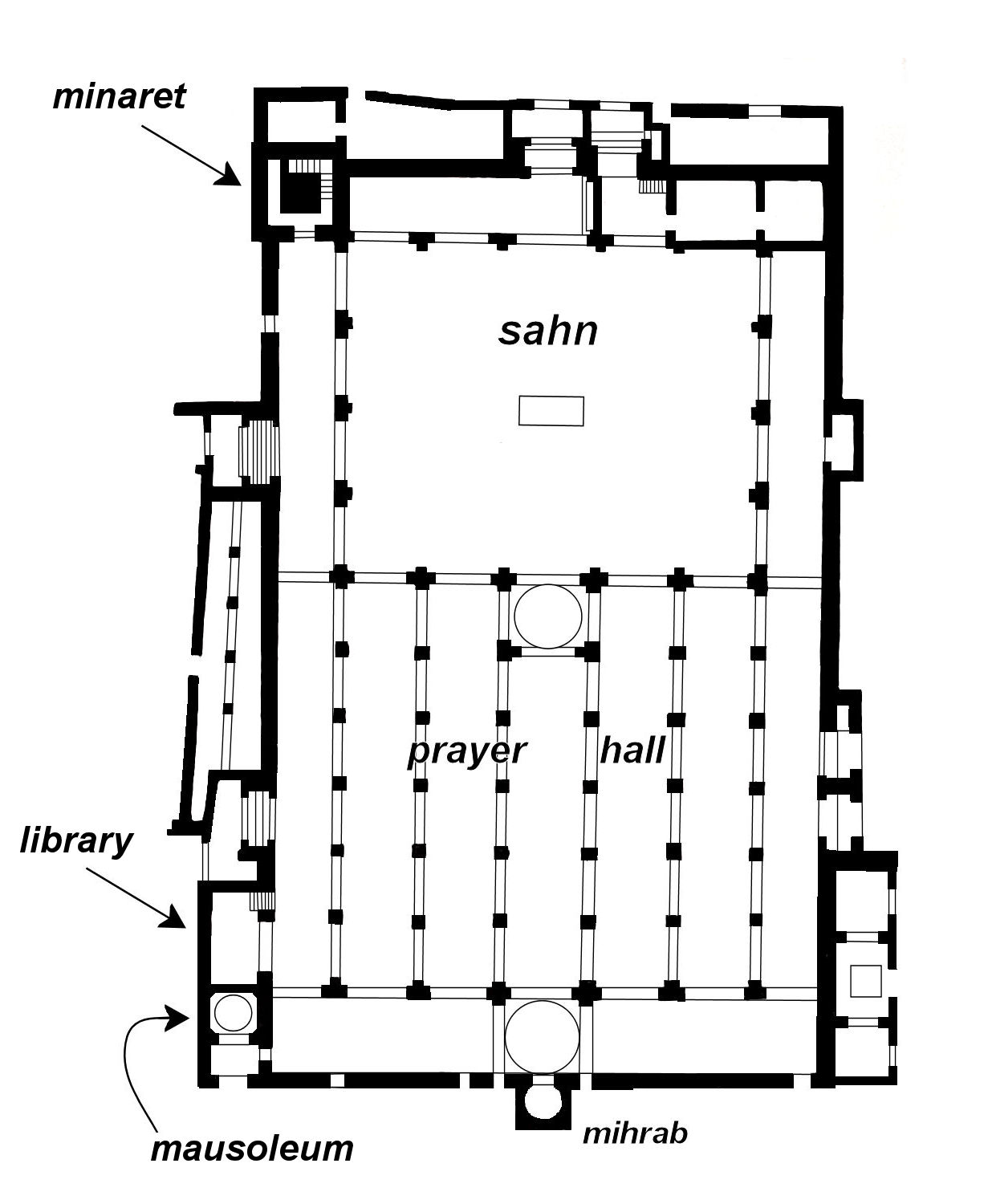
مخطط الطابق للمسجد مع توضيح العناصر البارزة.

يعكس التصميم العام للمسجد «مخطط T» الذي أصبح معياريًا في المساجد المغاربية في العصر الموحدي. المبنى ذو مخطط أرضي مستطيل، تبلغ مساحته حوالي 54 × 34 مترًا ويغطي حوالي 2000 متر مربع. ويشتمل التصميم على مساحة صلاة داخلية واسعة على شكل بهو معمد وفناء كبير مستطيل الشكل (صحن) يحتل معظم الجزء الشمالي من المبنى.

### المداخل
يقع المدخل الرئيسي للمسجد من الشمال، على محاذاة المحراب (انظر أدناه) في الطرف المقابل للمبنى، ويؤدي إلى الفناء. المدخل مزدوج: يوجد على يسار (شرق) البوابة الرئيسية بوابة أخرى. يشبه هذا ترتيب البوابة الشمالية المزدوجة لجامع القرويين (المسمى باب الورد وباب الحافة)، حيث كانت إحدى البوابات تحتوي على قناة مائية تسمح للزوار بغسل أقدامهم عند دخولهم، بينما كانت البوابة الأخرى عبارة عن مدخل منتظم. ومع ذلك، يبدو من المرجح في هذه الحالة أن البوابة الثانية قد صممت لإتاحة الوصول المباشر إلى قسم الرواق المحاط بسور في الركن الشمالي الشرقي من الفناء المخصص للنساء القادمات للصلاة.
كما كان للمسجد بابان على جانبه الشرقي واثنان آخران على جانبه الغربي. على كلا الجانبين، تؤدي بوابة واحدة إلى الفناء والأخرى مباشرة إلى قاعة الصلاة إلى الجنوب. على الجانب الشرقي من المسجد، تم إغلاق بوابة الفناء في وقت ما بسبب البناء اللاحق للمنازل المجاورة للمسجد. ربما لهذا السبب، تحولت البوابة المتبقية أيضًا إلى بوابة مزدوجة ذات بابين جنبًا إلى جنب.
يحتوي الجدار الجنوبي للمحراب أيضًا على عدة مداخل تؤدي إلى مساحة ملحقة يستخدمها الإمام. من هنا، كان هناك أيضًا مدخل مباشر في الأصل إلى أحد باحات دار المخزن (القصر الملكي والمكاتب الحكومية).

### الفناء (الصحن)
تشغل الساحة الرئيسية (الصحن) النصف الشمالي من المسجد تقريبًا، وتبلغ مساحتها 24 × 18.6 مترًا.:39 كما هو الحال في المساجد الأخرى، تحتوي على حوض مياه مركزي (كان مرتبطًا سابقًا بنافورتين أخريين على كلا الجانبين) وتحيط به أروقة مقوسة. الأرضية مرصوفة بالبلاط الفسيفسائي (الزليج). القوس المركزي على الجانب الجنوبي من الفناء، والذي يؤدي إلى «الصحن» المركزي لقاعة الصلاة على محور المحراب، مُحاط بإطار وبوابة طويلة مزخرفة. تم تزيين الفراغات حول القوس بالجص المنقوش وتوجت بمظلة خشبية منحوتة ومطلية، والتي من المحتمل أن تعود إلى القرن السادس عشر أو السابع عشر خلال الفترة العلوية اللاحقة. يوجد بالقوس عنزة خشبية مزخرفة. ومحراب خارجي أو صيفي لتلك الصلوات التي تقام في الفناء. للعنزة بابان يتوسطهما تكوين زخرفي بشكل محراب يحتوي على نقش محفور بالخط العربي. تذكرنا هذه الميزة بإبداع مماثل أضافه المرينيون إلى فناء مسجد القرويين. لكن العنزة الحالية هنا تعود إلى 1678-1679 م (1089 هـ)، في عهد السلطان مولاي إسماعيل. يشير مؤرخ الفن كزافييه سالمون (Xavier Salmon) إلى أن مولاي إسماعيل قد تبرع بالعنزة في الوقت نفسه الذي قام فيه بترميم أو إضافة بعض الزخرفة للمسجد، على الرغم من أن التاريخ الأخير قد يرجع أيضًا إلى أخيه وسلفه مولاي الرشيد (حكم من 1666 إلى 1672). وبالمقارنة، فإن الممر الداخلي للبوابة الشمالية المركزية المؤدية إلى الفناء (مقابل العنزة مباشرة)، له زخرفة جصية يبدو أنها تحافظ على الطراز المريني.

### قاعة الصلاة
مثل المساجد المغربية الأخرى، قاعة الصلاة عبارة عن بهو معمد داخلي شاسع مقسم فقط بواسطة صفوف من الأقواس تتعامد مع الجدار الجنوبي، باستثناء صف إضافي من الأقواس يمتد بالقرب من الجدار الجنوبي وموازٍ له. الجدار الجنوبي هو أيضًا جدار القبلة (اتجاه الصلاة)، ويتوسطه محراب. من بين الممرات الواقعة بين صفوف الأقواس، يكون المركز الأوسط المحاذي للمحراب أعرض قليلاً من الممرات الأخرى، وقد تم التأكيد عليه بزخارف جصية إضافية على الجدران بين الأقواس.
المحراب نفسه عبارة عن تجويف في الجدار، بداخله قبة صغيرة من المقرنصات. تم تزيين الجدار المحيط بالمحراب بنقوش من الجص وتعلوه نوافذ ذات حواجز جصية معقدة. من المحتمل أن تعود الزخرفة الجصية حول قوس المحراب نفسه إلى التصميم المريني الأصلي، لكن الزخرفة التي تعلوها وحولها تعود على الأرجح إلى الفترة العلوية المتأخرة، في أواخر القرن السابع عشر أو الثامن عشر. تتميز المساحة المربعة المكونة من صفوف الأقواس المتقاطعة أمام المحراب بأقواس أكثر تفصيلاً ذات مخططات مفصصة أو لامبريكين (نوع شوهد في أماكن أخرى في العمارة المغربية وعمارة بنو نصر) وركنيات مزخرفة. يحتوي العقد الموجود أمام المحراب مباشرة وعلى الجانب الآخر منه على شكل قوس منقوش بالمقرنصات. هذه المساحة المربعة مغطاة بقبة خشبية مزخرفة منحوتة بأنماط هندسية ومحددة بمقرنصات أكثر. يعود تاريخ القبة الخشبية أيضًا إلى أواخر القرن السابع عشر أو الثامن عشر، وربما في نفس وقت الزخرفة العلوية في أماكن أخرى من المسجد. تم تمييز هذه المساحة المربعة أيضًا عن باقي المسجد من خلال شاشة خشبية أخرى بألواح مطلية وباب مركزي لإتاحة الوصول، وهي ميزة غير معتادة في معظم المساجد الأخرى.
في الطرف الشمالي من الممر الأوسط، خلف العنزة مباشرة، توجد قبة مضلعة مزخرفة بشكل متقن، تشبه الأمثلة السابقة قليلاً من هذا النوع الموجودة أمام محراب الجامع الكبير في تازة والجامع الكبير بتلمسان، في النهاية مستمدة من قباب جامع قرطبة الكبير. تشكل ضلوع القبة نمط نجمة يتوسطها قبة صغيرة من المقرنصات. بين الأضلاع توجد زخرفة عربية غنية منحوتة في الجص الذي يشكل أيضًا حاجزًا يسمح بدخول بعض الضوء من الخارج. تنتقل زوايا القبة إلى المساحة المربعة للجدران بمساعدة حنيات مقرنصة منحوتة بالمقرنصات. على الرغم من أن جورج مارصي افترض أنها تعود إلى الفترة المرينية، إلا أن كزافييه سالمون شكك في ذلك، بناءً على التناقضات في زخرفة القبة، وأشار إلى أنه تم إنشاؤها أو ترميمها خلال الفترة العلوية، ربما من قبل مولاي الرشيد أو مولاي إسماعيل.
ثريا المسجد الرئيسية، بحسب أحد المصادر، تم تركيبها عام 1280، ووزنها 715 رطلاً، وفيها 287 شمعدانًا. وهي معلقة في الممر الأوسط أمام المحراب، ويعتبرها البعض من أفضل نماذج العصر المريني.

### المكتبة والضريح
على الجانب الغربي للمسجد، بالقرب من ركنه الجنوبي الغربي، توجد غرفة مستطيلة الشكل ترتفع فوق باقي المسجد ويتم الوصول إليها عبر درج قصير من قاعة الصلاة. تحتوي الحجرة على نافذة كبيرة مقوسة تطل على قاعة الصلاة. وفقا لكزافييه سالمون، كانت الغرفة في الأصل بيت الاعتكاف، وهي غرفة للخلوة الروحية؛ سمة أصبحت أكثر شيوعًا في مساجد السعديين اللاحقة في مراكش (مثل مسجد المواسين ومسجد باب دكالة). في القرون اللاحقة، تم تحويلها إلى مكتبة، ربما بمبادرة من مولاي الرشيد (في أواخر القرن السابع عشر)، الذي ربما قام أيضًا بإعادة تزيين أجزاء من المسجد في الوقت نفسه.
على الجانب الجنوبي من هذه المكتبة، في الزاوية الجنوبية الغربية البعيدة للمسجد، يوجد ملحق آخر يتكون من غرفة مستطيلة تؤدي إلى حجرة مربعة ذات قبة. أدت هذه الغرفة المقببة بدورها إلى ما يبدو أنه حجرة قبر تقع أسفل المكتبة، ولكن تم تغطيتها فيما بعد بسور ولم يتم فتحها إلا أثناء التجديدات في عام 1950. الحجرة المقببة مزينة بزخارف غنية بالجص المنقوش وبفسيفساء من بلاط الزليج على طول جدرانها السفلية، والقبة بها مقرنصات. تحتوي الحجرة الصغيرة المستطيلة التي تسبقها على أربعة مقابر وتحتوي فقط على أجزاء من زخرفتها الأصلية. هذه الغرفة مفتوحة أيضًا على المسجد من الخارج عبر نافذة أو باب في الممر.
المقابر في هذه المنطقة منقوشة بآيات قرآنية ولكن بعضها لا يحتوي على أي نقوش تعريفية أخرى، مما جعل من الصعب تأكيد الأفراد المدفونين هنا. على وجه الخصوص، يُفترض أن أحد المقابر (ربما في الغرفة المُسوّرة أسفل المكتبة) ينتمي إلى السلطان أبو عنان، الحاكم المريني الذي بنى أيضًا المدرسة البو عنانية في فاس البالي، وتوفي في عام 1358، ولكن لا يوجد نقش يؤكد ذلك. قد يكون شاهد قبر آخر غير معروف لسلطان سابق، هو أبو سعيد عثمان الثاني، الذي توفي عام 1331 وكان والد السلطان أبو الحسن (وجدّ أبي عنان). ومن بين الأشخاص المدفونين هناك أميرة تُدعى عائشة، ابنة السلطان عبد العزيز الثاني المريني، والتي يوجد شاهد قبرها الآن في متحف البطحاء.

### المئذنة

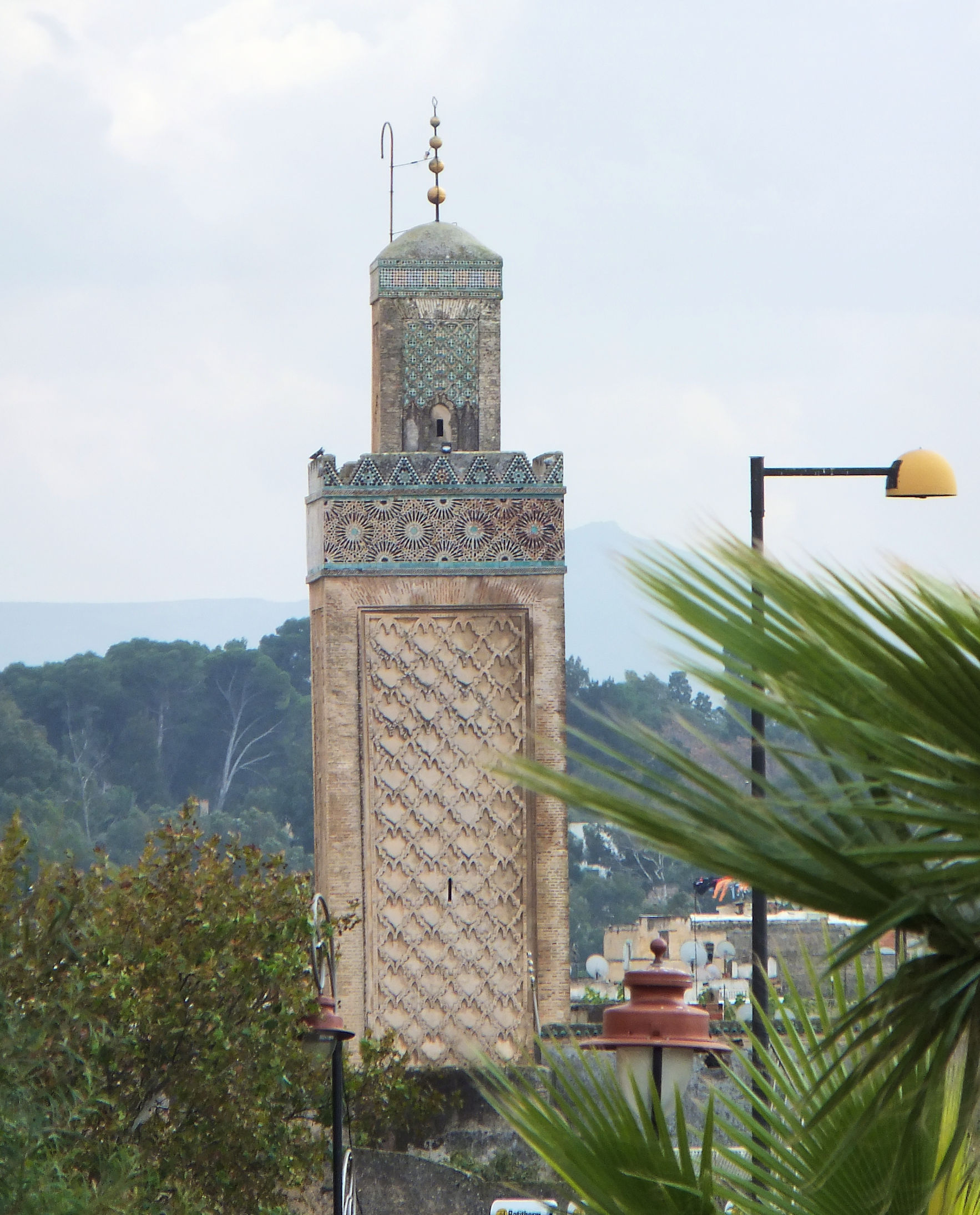
المئذنة (الواجهة الشمالية).

ترتفع المئذنة من الزاوية الشمالية الغربية للمسجد. مثل معظم المآذن المغربية، لها عمود مربع من قسمين: قسم رئيسي يرتفع معظم الطريق، ثم قسم ثانٍ، برج مربع أصغر بكثير في قمته. يبلغ طول العمود الرئيسي 5.7 مترًا لكل جانب ويبلغ ارتفاعه 22.8 مترًا (يبلغ ارتفاع العمود حوالي أربعة أضعاف عرضه تقريبًا).:50 يبلغ ارتفاع البرج الأصغر في الأعلى 2.9 مترًا لكل جانب وارتفاعه 6.4 مترًا.:50 يوجد داخل المئذنة درج يلتف حول مركز البرج، ويؤدي إلى المنصة الموجودة أعلى العمود الرئيسي، مما يسمح تاريخياً للمؤذن بالصعود إلى القمة من أجل الأذان.
تم تزيين واجهات المئذنة الأربع بشكل مشابه بزخارف الدرج والكتف (أشكال زخرفية مغربية تُشبه المعين) محفورة في الآجر. فقط الجانب الشرقي من المئذنة به نوافذ (توفر الضوء في الدرج). تختلف الزخرفة الموجودة على الواجهات الشمالية والجنوبية قليلاً عن تلك الموجودة على الواجهتين الشرقية والغربية، حيث يتم تقسيم الجزء العلوي من كل معين ببداية الشكل الذي يعلوه. باستثناء الواجهة الجنوبية، يحتوي الجزء السفلي من كل واجهة على أقواس مصمتة تنسجم مع باقي الشكل الذي يعلوه. يوجد في الجزء العلوي من العمود الرئيسي شريط عريض من البلاط الفسيفسائي (الزليج) مع أنماط هندسية من النجوم المشعة شبه دائرية. وفوق ذلك، تتويج الجزء العلوي من العمود الرئيسي، توجد ثلمات مُسنّنة (نموذجي أيضًا في العمارة المغربية) والتي تم تغطية أسطحها أيضًا بالبلاط الفسيفسائي. يحتوي العمود الثانوي الصغير الموجود أعلى المئذنة على زخرفة مماثلة للعمود الرئيسي. تعلوها قبة صغيرة يعلوها بدورها عمود معدني يحمل أربع كرات برونزية ذات حجم متناقص.
وبجوار القاعدة الجنوبية للمئذنة، فوق رواق الفناء، توجد غرفة للمؤذن أُضيفت على الأرجح بعد البناء الأصلي للمئذنة. تظهر هذه الغرفة من الفناء، وتتميز بنافذة مزدوجة القوس، مع عمود من المرمر بين الأقواس، طغت عليه مظلة خشبية منحوتة. كان مشابهًا في الشكل والغرض لدار المؤقت (مثل تلك التي أضيفت أيضًا إلى مسجد القرويين بعد فترة وجيزة.:62).

## مدرسة فاس الجديد
في عام 1320 قام السلطان أبو سعيد ببناء مدرسة إسلامية في فاس الجديد جنوب المسجد الكبير مباشرة، والتي أصبحت تعرف باسم مدرسة فاس الجديد أو مدرسة دار المخزن.:69 كانت هذه هي المدرسة الثانية فقط التي بناها المرينيون في فاس، وأول مدرسة كانت مدرسة الصفارين التي تأسست عام 1271 بالقرب من مسجد القرويين. بعد فترة وجيزة، في عام 1321، في عهد أبو سعيد أيضًا، تم بناء مدرسة الصهريج بالقرب من جامع الأندلس. وفقًا لذلك، من المحتمل أن يكون أبو سعيد قد رغب في إنشاء مراكز تعليمية حول كل من مساجد فاس الكبرى. ومع ذلك، لا يبدو أن مدرسة فاس الجديد تطورت لتصبح مركزًا رئيسيًا للتعلم، وبدلاً من ذلك ظلت القرويين والمدارس المرينية الأخرى التي تم بناؤها لاحقًا في فاس البالي من أكثر المدارس شهرة.:114 تم استيعابها لاحقًا من قبل دار المخزن عندما قام السلطان مولاي الحسن (حكم 1873 - 1894) بتوسيع منطقة المشور من القصر إلى الشمال الشرقي، مما أدى إلى عزل المدرسة عن المسجد ودمجها في المشور الداخلي. تم تجديد المدرسة، التي كان من المحتمل أن تكون مهجورة قبل ذلك، وأُضيفت لها مئذنة، قبل تجديدها مرة أخرى في عهد الاحتلال الفرنسي ما بعد عام 1924.